# Оннёс
Оннёс, пишется также  Оннес (якут. Өнньүөс) — село в Амгинском улусе Якутии России. Административный центр Амгино-Нахаринского наслега. Большинство жителей якуты.
Население 590 чел. (2021) .
Малая родина Героя Социалистического Труда П. И. Яковлева.

## География
Село расположено на юго-востоке Центральной Якутии, на самой южной окраине улуса, у реки Амга, вблизи места впадения в неё притока Дибадах. Вблизи административные границы с Усть-Майским, Алданским, Хангаласским улусами.
Расстояние до улусного центра — села Амга — 81 км.
Уличная сеть состоит из 11 географических объектов: ул. Берёзовая, ул. Г.Павлова, ул. Д. Н. Гаврильева, ул. Ефремовка, ул. Интернациональная, ул. Л.Александрова, ул. Лягинская, ул. Молодёжная, ул. Новая, ул. П. И. Яковлева, ул. Пушкина.

## История
Доякутская истории амгинской земли обнаружено на Оннесе. Археологи обнаружили на Оннесской стоянке погребение людей каменного века, орудия сумнагинской культуры. Оннесское погребение единственнственного того рода в Якутии; ближайшее находка сделана в Бурятии, в третьей могиле Бухусанского могильника. По типам орудий на стоянке Оннес археологи отнесли их к белькачинской и ымыяхтахской неолитическим культурам Ш -П тыс.до н. э.(Г. В. Попов. Древняя Амга)
Село Оннес до революции 1917 года славился как центров развития в улусе образования, торговли, охоты, скотоводства, оленеводства.
Согласно Закону Республики Саха (Якутия) от 30 ноября 2004 года N 173-З N 353-III село возглавило образованное муниципальное образование Амгино-Нахаринский наслег.

## Население
| 2002 | 2010 | 2021 |
| ---- | ---- | ---- |
| 614  | ↘586 | ↗590 |

Гендерный состав
По данным Всероссийской переписи населения 2010 года в гендерной структуре населения из 586 человек мужчин — 274, женщин — 312 (46,8 и 53,2 % соответственно).
Национальный состав
Согласно результатам переписи 2002 года, в национальной структуре населения якуты составляли 96 % от общей численности населения в 614 чел..

## Известные жители
Село — малая родина многих известных якутов: Героя Социалистического труда П. И. Яковлева, художника Марии Магатыровой, скульптора А. И. Филиппова, писателя-краеведа Д. Н. Гаврильева, первого из якутов мастера спорта СССР по лыжным гонкам Егора Григорьева

## Инфраструктура
МБОУ Амгино-Нахаринская СОШ им. Петра Ионовича Яковлева (ул. Пушкина, 8)
Почтовое отделение 678612 (ул. Героя Яковлева, 25)
В 2018—2019 гг. в село пришёл оптоволоконный интернет

## Транспорт
Дорога районного значения «Амга — Покровка — Болугур — Ефремово — Оннёс».
По зимнику связан со всеми четырьмя улусами региона.